# Love Can Build a Bridge
Love Can Build a Bridge è un brano musicale scritto da John Barlow Jarvis, Naomi Judd e Paul Overstreet e pubblicato come singolo discografico dal duo musicale statunitense The Judds nel 1990. 

## Cover
Nel 1995 il brano è stato inciso come cover da un gruppo di artisti composto da Cher, Chrissie Hynde, Neneh Cherry ed Eric Clapton, per un'iniziativa di beneficenza legata a Comic Relief.

## Premi
- Grammy Award
  - 1992: "Best Country Song"